# مايك ديفيس (لاعب كرة قدم أمريكية)
مايك ديفيس (بالإنجليزية: Mike Davis)‏ هو لاعب كرة قدم أمريكية أمريكي، ولد في 19 فبراير 1993 في أتلانتا في الولايات المتحدة.

## وصلات خارجية
- مايك ديفيس على موقع مرجع كرة القدم المحترفة.كوم (الإنجليزية)